# تیم دوم

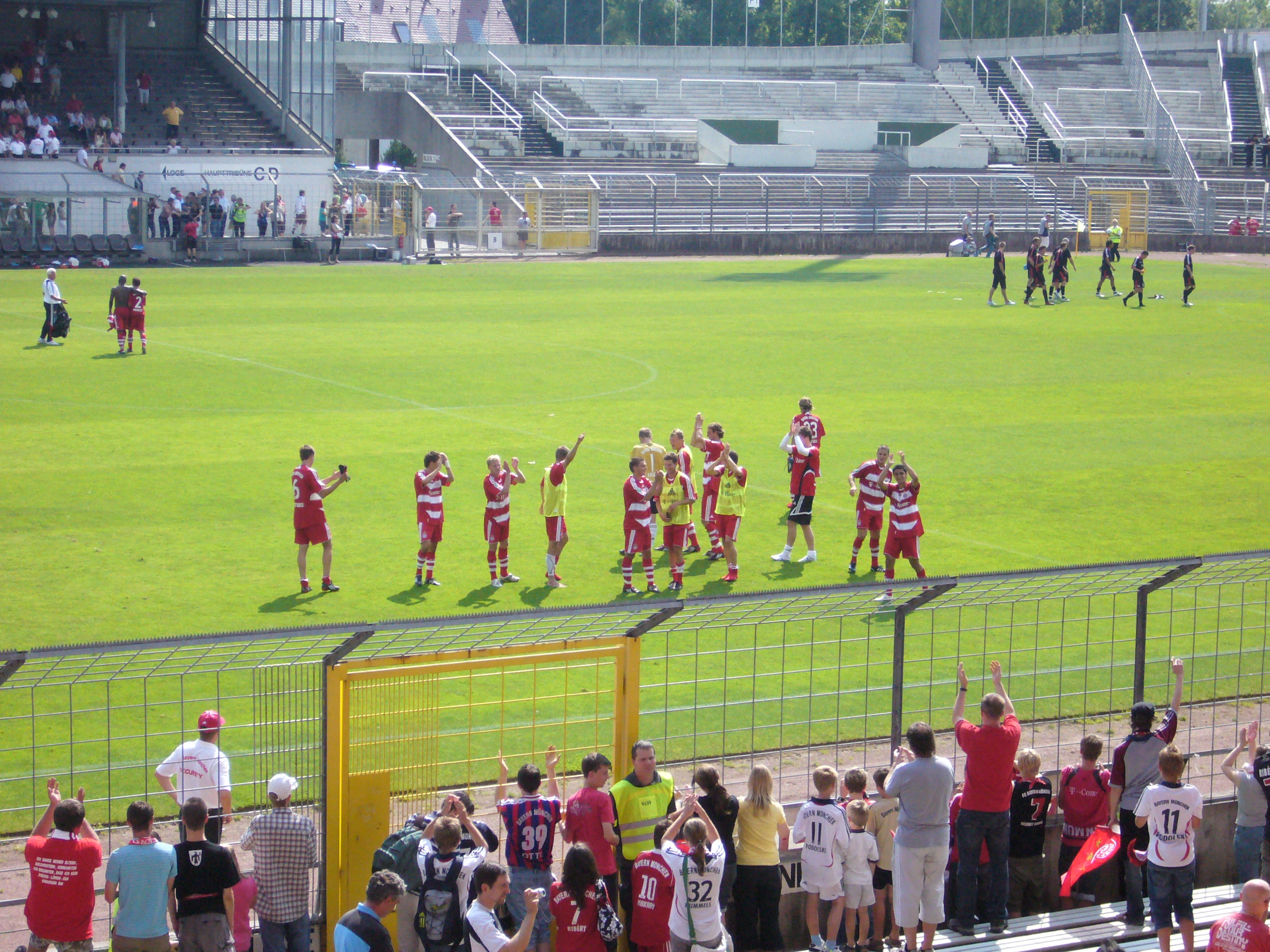
تیم دوم بایرن مونیخ.

تیم دوم، تیم ذخیره‌ها، تیم آماتورها یا تیم ب؛ اصطلاحی است که اشاره به تیمی از ورزشکاران یک باشگاه ورزشی یا گاه تیم ملی دارد که پشتوانه‌ای برای تیم اصلی است. وجود این تیم‌ها در باشگاه‌های فوتبال بسیار رایج است. در طول تاریخ، گاه تیم‌های دومی بوده‌اند که افتخاراتی کسب کرده‌اند و حتی از تیم اصلی بهتر عمل کرده‌اند.
یکی از چالش‌های باشگاه‌های بزرگ دارای آکادمی، این بوده‌است که بازیکنان خارج‌شده از آکادمی فاقد تجربه لازم برای پیوستن به تیم اصلی هستند، و قرض دادن آن‌ها به دیگر باشگاه‌ها بازیکن را از چرخه تاکتیکی و آموزشی باشگاه خارج می‌کند؛ بنابراین تیم ب به منظور نگه‌داشتن بازیکن در چرخه آموزشی باشگاه و رفع این نقیصه ایجاد می‌شود. در این تیم‌ها، آنچه بیش از بقیه مسائل مطرح است چرخه تولید است؛ چه در عرصه بازیکن، چه در عرصه مربی، و چه در زمینه مدیریت. یکی از موفق‌ترین نمونه‌های تیم دوم در جهان، تیم دوم باشگاه فوتبال بارسلونا است.
باشگاه‌های حرفه‌ای فوتبال جهان، برای تیم دوم خود ارزش بسیاری قائل هستند. معمولاً در فصول نقل و انتقالات ستارگان تیم دوم خود را به تیم اصلی منتقل می‌کنند. با این کار بخش قابل توجهی از هزینه خرید بازیکن یک باشگاه کم می‌شود. تیم دوم گاه به محلی برای تبعید بازیکنان سرکش تیم اصلی بدل می‌شود. بسیاری از بازیکنان بزرگ فوتبال جهان بازی خود را از تیم‌های دوم آغاز می‌کنند.